# Њувил (Алабама)
Њувил (енгл. Newville) град је у америчкој савезној држави Алабама. По попису становништва из 2010. у њему је живело 539 становника.

## Демографија
Према попису становништва из 2010. у граду је живело 539 становника, што је 14 (2,5%) становника мање него 2000. године.
| Група             | 2000.       | 2010.       |
| Белци             | 292 (52,8%) | 270 (50,1%) |
| Афроамериканци    | 245 (44,3%) | 216 (40,1%) |
| Азијати           | 0 (0,0%)    | 0 (0,0%)    |
| Хиспаноамериканци | 13 (2,4%)   | 45 (8,3%)   |
| Укупно            | 553         | 539         |